# Triphora montereyensis
Triphora montereyensis är en snäckart som först beskrevs av Bartsch 1907.  Triphora montereyensis ingår i släktet Triphora och familjen Triphoridae. Inga underarter finns listade i Catalogue of Life.